# STOL

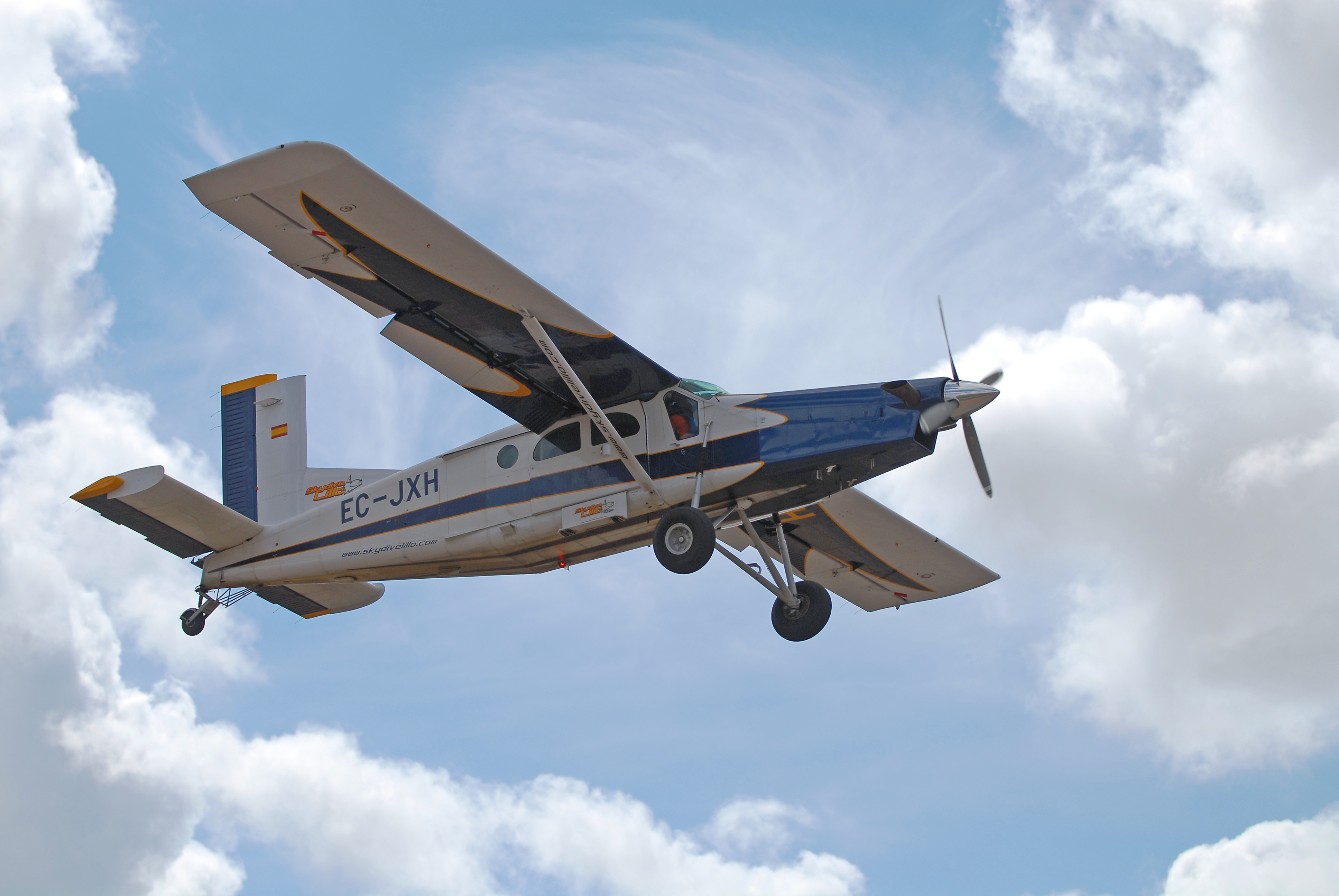
Egy Pilatus PC–6 STOL könnyűgép

A STOL a Short Take-Off and Landing angol nyelvű rövidítése, amelyet a rövid kifutású fel- és leszállásra alkalmas repülőgépek jelzésére használnak.
1964 óta a NATO hivatalos definíciója szerint:
"Short Take-Off and Landing" egy repülőgép olyan képessége, mely szerint egy 450 méteres nekifutás után képes egy 15 méter magas akadály felett elhaladni, illetve leszállásnál egy 15 méter magas akadály feletti elhaladást követően képes 450 méteren belül megállni.
A kifutópálya hossza az átesési sebesség négyzetével változik, ezért az STOL gépek tervezésénél erre a paraméterre összpontosítanak a leginkább. STOL felszállásnál a magas tolóerő-tömeg arány és az alacsony légellenállás segít a repülőgép felgyorsításában. A leszállás utáni kifutás csökkentéséhez erős fékrendszerek, alacsony leszállási sebesség vagy sugárfordító használható. Az alacsony leszállási sebességet a légellenállást növelő fékszárnyakkal lehet elérni.